# 신보촌 (도야마현)
신보촌(新保村)은 도야마현 가미니카와군에 있던 촌이다.

## 역사
- 1889년 4월 1일 - 정촌제 시행에 의해가미니카와군 신보촌이 성립하였다.
- 1955년 4월 1일 - 구마노촌, 쓰키와촌과 합병해 후난촌이 성립하였다.

## 참고문헌
- 『市町村名変遷辞典』東京堂出版、1990年。